# Oressinoma typhla
Oressinoma typhla är en fjärilsart som beskrevs av Doubleday 1849. Oressinoma typhla ingår i släktet Oressinoma och familjen praktfjärilar. Inga underarter finns listade i Catalogue of Life.